# Chiesa Settentrionale (Amsterdam)
La Chiesa Settentrionale, in olandese Noorderkerk, è un edificio di culto protestante di Amsterdam. 
Anche altre città dei Paesi Bassi hanno una Noorderkerk, tra cui: L'Aia, Hoorn e Kampen.

## Storia

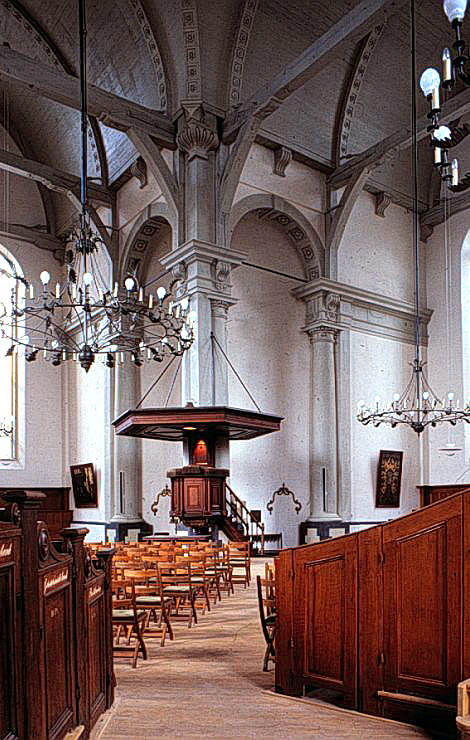
L'interno.

La chiesa è stata costruita negli anni 1620-1623 per servire la rapida espansione demografica della popolazione del nuovo quartiere Jordaan. La zona aveva già una chiesa, la Chiesa Occidentale, ma i governanti della città decisero per la costruzione di una seconda chiesa per servire la parte nord del quartiere. La chiesa Settentrionale divenne il tempio per la gente comune, mentre quella Occidentale era frequentata principalmente dalle classi medie e superiori.
L'architetto era Hendrick de Keyser, che progettò anche la Chiesa Meridionale e la Chiesa Occidentale. Dopo la morte di de Keyser, avvenuta nel 1621, suo figlio Pieter de Keyser ne ha assunto e curato la realizzazione.
Mentre lo stile delle chiese Meridionale e Occidentale è più tradizionale, la Noorderkerk ha un aspetto più originale che riflette gli ideali del Rinascimento e del protestantesimo con una pianta ottagonale con una struttura a forma di Croce di sant'Andrea dai bracci di ugual lunghezza e una piccola guglia si erge dal centro della crociera. Dei grandi pilastri toscani dominano l'interno della chiesa.
La chiesa è stata restaurata nel periodo 1993–1998. La piccola torre è stata restaurata nel 2003-2004 e l'organo, costruito nel 1849 da H. Knipscheer, è stato restaurato nel 2005. Il campanile è stato costruito nel 1621 da J. Meurs. La chiesa è ancora utilizzata per il servizio della Chiesa Riformata Olandese ed è utilizzata regolarmente anche per i concerti di musica classica.
La Noorderkerk si trova lungo il canale Prinsengracht, sulla piazza del Noordermarkt, dove si tengono solitamente i mercati. Nel 1941, si tennero nella piazza degli incontri pubblici illeciti dagli organizzatori dello sciopero di febbraio. Questo evento è ricordato da una lapide commemorativa sulla parete sud della chiesa.

## Sepolti
- Caspar Stoll